# Łarisa Mierk
Łarisa Mierk (ros. Лариса Мерк; ur. 16 marca 1971 w Nowosybirsku) – rosyjska wioślarka.

## Osiągnięcia
- Mistrzostwa Świata – Tampere 1995 – czwórka podwójna – 6. miejsce[1].
- Igrzyska Olimpijskie – Atlanta 1996 – czwórka podwójna – 7. miejsce[1].
- Mistrzostwa Świata – Aiguebelette 1997 – czwórka podwójna – 4. miejsce[1].
- Mistrzostwa Świata – Kolonia 1998 – czwórka podwójna – 2. miejsce[1].
- Mistrzostwa Świata – St. Catharines 1999 – czwórka podwójna – 3. miejsce[1].
- Igrzyska Olimpijskie – Sydney 2000 – czwórka podwójna – 3. miejsce[1].
- Mistrzostwa Świata – Lucerna 2001 – dwójka podwójna – 4. miejsce[1].
- Mistrzostwa Świata – Sewilla 2002 – dwójka podwójna – 2. miejsce[1].
- Mistrzostwa Świata – Mediolan 2003 – dwójka podwójna – 3. miejsce[1].
- Igrzyska Olimpijskie – Ateny 2004 – czwórka podwójna – 4. miejsce[1].
- Mistrzostwa Świata – Gifu 2005 – czwórka podwójna – 3. miejsce[1].
- Mistrzostwa Świata – Eton 2006 – czwórka podwójna – brak[1][2].
- Mistrzostwa Świata – Monachium 2007 – czwórka podwójna – 10. miejsce[1].
- Igrzyska Olimpijskie – Pekin 2008 – czwórka podwójna – 7. miejsce[1].
- Mistrzostwa Europy – Ateny 2008 – czwórka podwójna – 2. miejsce[1].